# Borys Halpert
Borys Halpert (* 1805 in Warschau; † 7. Februar 1861 ebenda) war ein polnischer Theaterleiter, Librettist und Musiker.

## Leben
Halpert, der Sohn eines jüdischen Bankiers, studierte in Warschau Jura. Als junger Mann beteiligte er sich am Novemberaufstand. Er war von 1834 bis 1836 Mitglied der Direktion und von 1849 bis 1851 Direktor der Warschauer Theaterverwaltung (Warszawskie Teatry Rządowe). Von 1852 bis 1861 war er Leiter der Kanzlei der Warschauer Gouvernementsregierung.
In seiner Funktion als Theaterleiter förderte Halpert vor allem die Werke junger polnischer Autoren und brachte insbesondere die Stücke des damals weitgehend unbekannten Aleksander Fredro auf die Bühne, auch übersetzte er Stücke u. a. von Carlo Goldoni und Eugène Scribe. Zudem war er aktiv als Chorsänger und Geiger im Theaterorchester und trat auch als Librettist hervor (u. a. Piorun, Singspiel von Józef Stefani). Er war zweimal verheiratet: in erster Ehe mit der Schauspielerin Józefina Chojnacka und in zweiter Ehe mit der Schauspielerin Eleonora Leontyna Żuczkowska.

## Quelle
- Cmentarz Ewangelicko-Augsburski w Warszawie - Kaplica Halpertów

| Personendaten    | Personendaten                                    |
| ---------------- | ------------------------------------------------ |
| NAME             | Halpert, Borys                                   |
| KURZBESCHREIBUNG | polnischer Theaterleiter, Librettist und Musiker |
| GEBURTSDATUM     | 1805                                             |
| GEBURTSORT       | Warschau                                         |
| STERBEDATUM      | 7. Februar 1861                                  |
| STERBEORT        | Warschau                                         |